# Oxyopes indicus
Oxyopes indicus är en spindelart som först beskrevs av Charles Athanase Walckenaer 1805.  Oxyopes indicus ingår i släktet Oxyopes, och familjen lospindlar. Inga underarter finns listade.